# Rehmat Khan
Pour les articles homonymes, voir Khan (homonymie).
Rehmat Khan, né le 8 février 1953 , est un joueur de squash représentant le Pakistan et un entraîneur de squash. C'est le père de la chanteuse Bat for Lashes.

## Biographie
Il entraîne son cousin Jahangir Khan tout au long de sa carrière. Ce partenariat permet à Jahangir de remporter 10 titres du British Open et une série spectaculaire de 555 victoires consécutives.
Rehmat Khan est l'un des meilleurs joueurs de squash sur le circuit international à la fin des années 1970, atteignant le 12e rang mondial en carrière. C'est un ami proche de Torsam Khan, le frère aîné de Jahangir, qui comptait parmi les meilleurs joueurs professionnels. En 1979, Rehmat et Torsam, qui ont tous deux vu le potentiel du jeune Jahangir, font des plans pour acheter une part de 50% dans un club de squash du Sussex et amener Jahangir en Angleterre pour s'entraîner. Cependant, au moment même où les actes doivent être signés, Torsam est victime d'une crise cardiaque lors d'un match de tournoi en Australie et meurt subitement.
À ce moment-là, Rehmat prend la décision de sacrifier sa propre carrière de joueur pour relever le défi d'entraîner le jeune Jahangir, un joueur extrêmement prometteur : « J'étais numéro 12, mais à cause des blessures constantes, je ne pensais pas grimper plus haut. » Jahangir avait envisagé d'abandonner le jeu après la mort de son frère aîné, mais Rehmat l'avait convaincu que Torsam aurait voulu qu'il continue. Rehmat convainc la famille de Jahangir de le laisser venir en Angleterre pour s'entraîner.
En 1981, Jahangir Khan, 17 ans, devient le plus jeune joueur à remporter le championnat du monde de squash. Cette victoire marque le début d'une invincibilité, qui a duré cinq ans et 555 rencontres. Jahangir remporte un total de six titres de champion du monde et dix titres du British Open au cours de sa carrière.
Rehmat Khan a entraîné plusieurs joueurs prometteurs comme :
- Siddharth Suchde, qui a joué au premier rang pour l'université Harvard,
- Basit Ashfaq, vainqueur du British Junior Open en 2005,
- Aamir Atlas Khan, champion d'Asie en 2013,
- Jonathon Power comme adolescent et champion du monde en 1998,
- Dale Styner multiple champion du Canada,
- Sabir Butt multiple champion du Canada,
- Peter Hill (Singapour no 1),
- Sami Elopuro  multiple champion de Finlande,
- Paul Carter (entraîneur national anglais),

et aussi Max Weithers, Len Steward, Abdullah Al-Mazayyan, Safir Ullah Khan, Khayal Mohammad Khan, Majid Khan, Farhan Mehboob, Yasir Butt, Khalid Atlas Khan, Farukh Zaman et Maria Toorpakai.
Rehmat Khan a également été l'entraîneur national du Pakistan et du Koweït ainsi que de l'État du Maharashtra (Inde).
Rehmat Khan est co-auteur de plusieurs livres dont Winning Squash, Jahangir and the Khan Dynasty et Advanced Squash. Il a également créé une vidéo intituléeHow to Play Squash the Khan Way qui est sortie chez Virgin Records.
Le gouvernement du Pakistan lui décerne la médaille d'excellence Tamgha-e-Imtiaz en 2005.

## Vie privée
Rehmat Khan est né dans une famille pachtoune, Khan, où de nombreux membres sont des joueurs de squash. Son père Nasrullah Khan était auparavant l'entraîneur d'un autre champion de squash majeur, Jonah Barrington. Il est le neveu de Roshan Khan et le cousin de Jahangir Khan et Torsam Khan.
Il est marié à une Britannique, Josie, mais elle divorce après treize ans. Il épouse ensuite Salma Agha en 1989, mais divorce en 2010. Il a plusieurs enfants dont la chanteuse Natasha Khan (mieux connue sous son nom de scène Bat for Lashes) de sa première femme et l'actrice Sasha Agha de sa seconde femme.